# Loài ong và các hóa chất độc hại

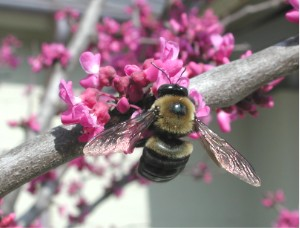
Một con đực Xylocopa virginica (ong Thợ mộc phương Đông) trên một cành Tử kinh (Cercis canadensis).

Ong có thể chịu ảnh hưởng nghiêm trọng từ các hóa chất độc hại có trong môi trường của chúng. Các chất này bao gồm nhiều hóa chất tổng hợp khác nhau , chủ yếu là thuốc trừ sâu, cùng với nhiều loại hóa chất có nguồn gốc từ thực vật, chẳng hạn như ethanol sinh ra từ quá trình lên men các chất hữu cơ. Ong có thể bị nhiễm độc khi tiếp xúc với ethanol từ mật hoa lên men, trái cây chín, và các hóa chất nhân tạo và tự nhiên trong môi trường.
Ảnh hưởng của rượu đối với ong cũng tương tự như ảnh hưởng của rượu đối với con người, chính vì thế mà ong mật được sử dụng để nghiên cứu ảnh hưởng của say rượu ethanol ở người.  Tuy vậy, sự trao đổi chất của ong và người vẫn có một vài điểm khác nhau, đủ để ong có thể lấy mật một cách an toàn từ các loại thực vật vốn dĩ chứa các hợp chất độc hại đối với con người. Mật ong làm ra từ những loại thực vật độc hại này có thể gây độc nếu bị con người tiêu thụ. Đã có một số trường hợp, người ta ăn phải loại mật ong này và bị ngộ độc. 

Một số quá trình tự nhiên cũng có thể khiến loại mật ong vô hại được sản xuất từ mật hoa vô hại trở nên độc hại. Các vi sinh vật trong mật ong có thể chuyển đổi một số loại đường trong mật ong thành ethanol. Quá trình lên men ethanol này còn được khai thác để sản xuất đồ uống có cồn gọi là "mead" làm từ mật ong lên men.

## Ethanol

### Ảnh hưởng của say lên ong

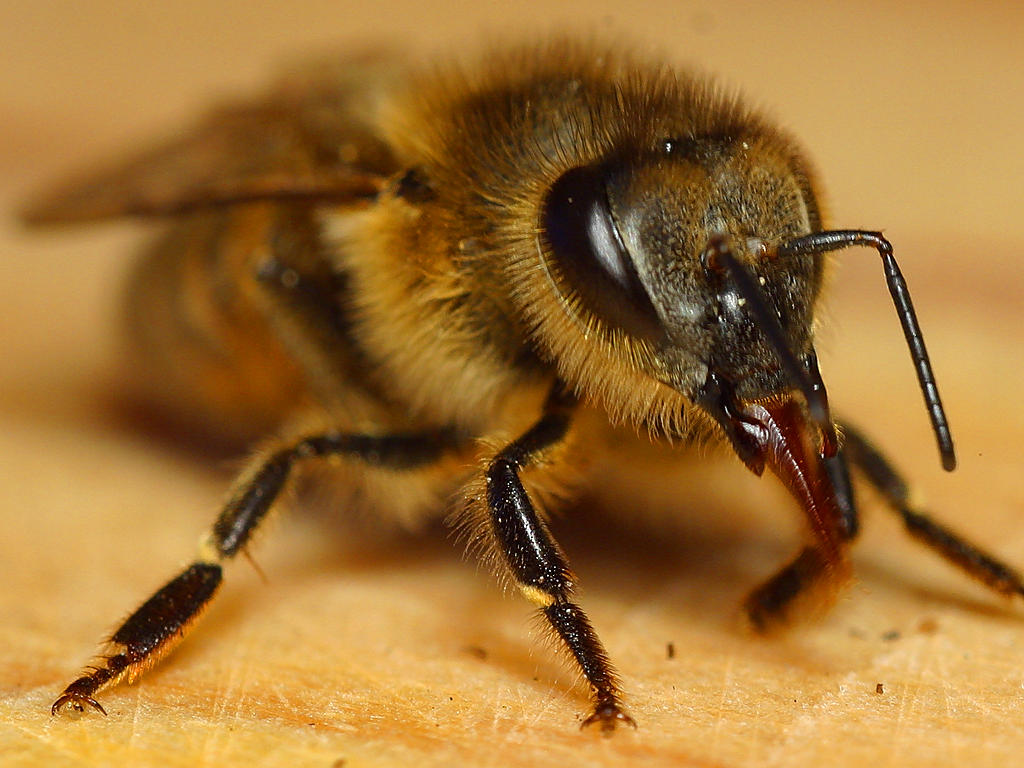
Một con ong khi chìa vòi, hoặc lưỡi của nó ra.

Việc đưa một số chất hóa học nhất định — chẳng hạn như ethanol hoặc thuốc trừ sâu hoặc các chất sinh hóa độc hại phòng thủ do thực vật tạo ra — vào môi trường của ong có thể khiến ong mất phương hướng và biểu hiện những hành vi bất thường. Với số lượng đủ lớn, những hóa chất này có thể gây ngộ độc và thậm chí giết chết ong. Tác dụng của rượu đối với ong đã được công nhận từ lâu. Ví dụ, John Cumming đã mô tả tác động này trong một ấn phẩm xuất bản năm 1864 nói về việc nuôi ong.
Khi ong bị say do uống ethanol hoặc bị ngộ độc các hóa chất khác, khả năng giữ thăng bằng của ong sẽ bị ảnh hưởng và vì thế bị chao đảo khi bò trên mặt phẳng. Nhóm của Charles Abramson thuộc Đại học Bang Oklahoma đã đưa những con ong bị say lên bánh xe chạy, họ nhận thấy bầy ong gặp phải nhiều khó khăn trong việc di chuyển.
Khi ong bị say, chúng thường dành nhiều thời gian để bay hơn. Khi say đến một mức độ nhất định, ong sẽ chỉ nằm ngửa ra rồi lắc lư đôi chân. Những con ong say rượu cũng thường gặp nhiều tai nạn trong quá trình bay hơn. Một số con vì tiêu thụ ethanol mà say đến mức không thể tìm đường trở lại tổ, vì lẽ ấy nên chúng cũng sớm chết. Bozic và đồng nghiệp của mình (2006) đã phát hiện ra rằng việc tiêu thụ các chất có cồn của ong mật làm gián đoạn các hành vi kiếm ăn và xã hội, và có một số tác động tương tự như ngộ độc thuốc trừ sâu. Một số con ong còn trở nên hung hãn hơn sau khi tiêu thụ các chất chứa cồn.

### Sử dụng ong trong mô hình ngộ độc ethanol
Vào năm 1999, nghiên cứu của David Sandeman đã phần nào giúp người ta nhận thấy giá trị tiềm năng của các mô hình hiện tượng ngộ độc rượu ở ong trong việc hiểu thêm về tình trạng nhiễm độc ethanol ở động vật có xương sống và thậm chí là ở người:
"Những bước tiến của chúng ta để hiểu thêm về hệ thần kinh trong ba thập kỷ vừa qua là rất ấn tượng, đến từ cách tiếp cận đa diện trong việc nghiên cứu cả động vật có và không có xương sống. Một sản phẩm phụ gần như bất ngờ của việc khảo sát song song hệ thần kinh của động vật có xương sống và không xương sống được khám phá trong bài báo này là cái nhìn nổi bật về một mạng lưới phức tạp các sự tương đồng và hội tụ tiến hóa được thể hiện trong cấu trúc và chức năng hệ thần kinh của hai nhóm động vật cận ngành lớn này."
Các nhà khoa học tại Đại học Bang Ohio, Đại học Bang Oklahoma, Đại học Ljubljana ở Slovenia và các địa điểm khác đã nghiên cứu hành vi của ong mật như một mô hình tiềm năng để nghiên cứu về tác động của rượu đối với con người. Tại Đại học Bang Oklahoma, nghiên cứu của Abramson đã tìm thấy mối tương quan đáng kể giữa phản ứng của ong và các động vật có xương sống khác khi tiếp xúc với ethanol:
"Mục đích của thí nghiệm này là để kiểm tra tính khả thi của việc tạo ra một mô hình động vật tiêu thụ ethanol thí nghiệm trên các loài côn trùng có tính xã hội.... Các thí nghiệm trên sự tiêu thụ, vận động và học tập cho thấy rằng việc tiếp xúc với ethanol ảnh hưởng đến hành vi của ong mật giống như cách việc này tác động lên các loài động vật có xương sống tương đồng."
Do đó, người ta nhận thấy rằng "hệ thần kinh của ong mật có điểm tương đồng với hệ thần của động vật có xương sống". Những điểm tương đồng này đủ rõ ràng để các nhà nghiên cứu có thể lấy thông tin về hoạt động của não người từ cách ong phản ứng với một số hóa chất. Julie Mustard, một nhà nghiên cứu tại Bang Ohio, giải thích rằng:
"Ở cấp độ phân tử, bộ não của ong mật và con người hoạt động giống nhau. Biết được việc sử dụng rượu dài hạn ảnh hưởng như thế nào đến các gen và protein trong não ong mật có thể giúp chúng ta hiểu được việc nghiện rượu ảnh hưởng như thế nào đến trí nhớ và hành vi của con người, cũng như về cơ sở phân tử của chứng nghiện rượu. " 
Việc đánh giá mô hình ong dùng để nghiên cứu sự ngộ độc ethanol ở động vật có xương sống chỉ mới bắt đầu, nhưng việc này mang nhiều hứa hẹn. Các con ong được cho ăn dung dịch ethanol và người ta sẽ quan sát hành vi của chúng. Các nhà nghiên cứu đặt các con ong vào những chiếc nịt nhỏ và cho chúng ăn các loại rượu có nồng độ khác nhau được hòa cùng dung dịch đường. Các bài kiểm tra về khả năng vận động, kiếm ăn, tương tác xã hội và tính hiếu chiến được thực hiện. Mustard đã lưu ý rằng "Rượu ảnh hưởng đến ong và con người một cách cách tương tự - nó làm suy yếu chức năng vận động cùng với quá trình học tập và xử lý trí nhớ." Các tương tác của ong với antabuse (disulfiram, một loại thuốc phổ biến dùng để điều trị chứng nghiện rượu) cũng đã được thử nghiệm.

## Tiếp xúc của ong với các hóa chất độc hại và làm say khác

### Hóa chất tổng hợp
Ong có thể bị ảnh hưởng nghiêm trọng và thậm chí tử vong khi tiếp xúc với thuốc trừ sâu, phân bón, và các hóa chất khác do con người đưa vào môi trường . Chúng có thể bị say và chóng mặt, thậm chí là tử vong. Điều này nghiêm trọng ở chỗ nó có thể gây ra nhiều hậu quả kinh tế cho ngành nông nghiệp.

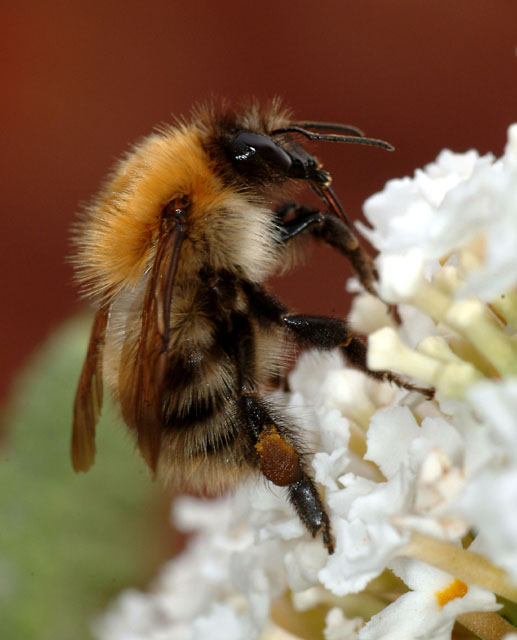
Ong mật

Vấn đề này hiện đang nhận được ngày càng nhiều sự quan tâm. Ví dụ như, các nhà nghiên cứu tại Đại học Hohenheim đang tìm hiểu cách các loài ong bị ngộ độc khi tiếp xúc với chất khử trùng hạt giống. Ở Pháp, Bộ Nông nghiệp đã ủy nhiệm một nhóm chuyên gia, Ủy ban Khoa học và Kỹ thuật cho Nghiên cứu Đa nhân tố về Ong (CST), để nghiên cứu những ảnh hưởng gây say và đôi khi gây tử vong của các loại hóa chất sử dụng trong nông nghiệp đối với ong.  Các nhà nghiên cứu tại Viện Nghiên cứu Ong và Phòng Phân tích và Hóa học Thực phẩm tại Cộng hòa Séc vẫn đang nghiên cứu về tác động gây say của các loại hóa chất khác nhau được sử dụng cho cây cải dầu vụ đông. Vào năm 2002, Romania đã phải chứng kiến một trường hợp ong nhiễm độc nghiêm trọng với tỷ lệ lớn ong chết trên diện rộng do deltamethrin. Cơ quan Bảo vệ Môi trường Hoa Kỳ (EPA) thậm chí đã công bố các tiêu chuẩn để kiểm tra nồng độ các hóa chất gây say cho ong.

### Hợp chất tự nhiên
Bên cạnh ethanol, ong và bộ Cánh vàng cũng bị ảnh hưởng đáng kể bởi các hợp chất tự nhiên trong môi trường. Ví dụ, Dariusz L. Szlachetko thuộc Khoa Phân loại Thực vật và Bảo tồn Thiên nhiên, Đại học Gdańsk đã quan sát thấy ong bắp cày tại Ba Lan hoạt động trong trạng thái buồn ngủ (có thể bị say) sau khi ăn mật hoa có nguồn gốc từ loài lan Bắc Mỹ Neottia.
Detzel và Wink (1993) đã công bố một đánh giá mở rộng về 63 loại chất hóa sinh thực vật (alkaloid, tecpen, glycoside, v.v.) và tác động của chúng đối với ong khi được tiêu thụ. Người ta thấy rằng 39 hợp chất hóa học có khả năng đuổi ong (chủ yếu là alkaloid, coumarin và saponin) và ba hợp chất terpene đã thu hút ong. Nhóm nghiên cứu báo cáo rằng 17 trong số 29 chất hóa sinh mang độc tính ở các mức độ nhất định (đặc biệt là ancaloit, saponin, glycosid tim và glycosid cyanogenic).
Một vài loại cây được cho là có chứa phấn gây độc cho ong mật, trong một số trường hợp có thể giết chết con trưởng thành (ví dụ: Toxicoscordion), trong các trường hợp khác, chúng chỉ có vấn đề khi được truyền sang ấu trùng ong (ví dụ, Heliconia). Một số loài thực vật có chứa phấn hoa độc là Spathodea campanulata và Ochroma lagopus. Cả phấn hoa và mật hoa của loài Buckeye California (Aesculus californica) đều có hại với ong mật; người ta cho rằng các chi khác của họ Buckeye cũng thế.